# Izolobalność
Izolobalność – termin oznaczający występowanie w dwóch indywiduach chemicznych (np. atomach, jonach lub cząsteczkach) takiej samej liczby orbitali frontalnych, które mają podobny kształt i energię, i obsadzone są tą samą liczbą elektronów.

Przykład izolobalności

Pojęcie izolobalności wprowadził do chemii w 1976 roku Roald Hoffmann w celu opisania podobieństw pomiędzy ligandami organicznymi i metaloorganicznymi.